# Cazac
Cazac är en kommun i departementet Haute-Garonne i regionen Occitanien i södra Frankrike. Kommunen ligger i kantonen L'Isle-en-Dodon som tillhör arrondissementet Saint-Gaudens. År 2022 hade Cazac 78 invånare.

## Befolkningsutveckling
Antalet invånare i kommunen Cazac
Referens:INSEE